# 9298 Geake
9298 Geake è un asteroide della fascia principale. Scoperto nel 1985, presenta un'orbita caratterizzata da un semiasse maggiore pari a 2,5710359 UA e da un'eccentricità di 0,2997559, inclinata di 12,10344° rispetto all'eclittica.